# Mala Loka, Domžale
Mala Loka je naselje v Občini Domžale.